# ТЭЦ Тушимице-1
ТЭЦ Тушимице-1 (чеш. ETU Tušimice I) — чешская угольная теплоэлектростанция, находившаяся в местечке Тушимице (ныне квартал города Кадань, район Хомутов, Устецкий край). Эксплуатировалась с 1964 по 1998 годы, в 2005 году была снесена.

## Краткая история
Строительство электростанции велось в 1963—1964 годах по распоряжению ЦК Коммунистической партии Чехословакии. Причиной было стремление Чехословакии к достижению энергетического баланса, а формальным поводом стало обнаружение огромных залежей угля на севере Чехии. Партия назвала процесс строительства «общегосударственной стройкой молодёжи». Во время строительства были обнаружены горные инструменты из кварцита времён неолитического периода, что стало сенсационной находкой в ЧССР.
Станция включала в себя шесть энергоблоков мощностью 110 МВт каждый (итого 660 МВт). Их закрытие состоялось с 1991 по 1998 годы. 26 ноября 2005 начались работы по сносу станции. Сначала была снесена 196-метровая железобетонная труба. Её решили попросту взорвать, заложив 39 кг взрывчатых веществ. После взрыва труба рухнула на землю, и на поверхности оказалось около 10 тысяч тонн железобетонного мусора. Позже были аналогичным образом демонтированы или снесены все котельные установки, установки для химической обработки воды, перевоза угля, станции мазута, станции для бурения и дозаправки. Поверхность земли была полностью расчищена, а почва восстановлена. В настоящее время не осталось никаких следов станции на том месте, где она когда-то стояла.
Недалеко располагается ТЭЦ «Тушимице-2» (её строительство велось с 1964 по 1974 годы), которая продолжает эксплуатироваться после капитального ремонта, проведённого в 2010—2012 годах. Однако после 2016 года планируется закрыть и эту электростанцию, а её здания переоборудовать под крупнейший дата-центр в Чехии; переоборудованием займётся компания CEZ Group, владеющая электростанцией.